# کلیکسبول
کلیکسبول (به آلمانی: Klixbüll) یک شهر در آلمان است که در نوردفرایسلند واقع شده‌است. کلیکسبول  ۹۴۴ نفر جمعیت دارد.